# Pleurothallopsis carnosa
Pleurothallopsis carnosa är en orkidéart som först beskrevs av Carlyle August Luer och Roberto Vásquez, och fick sitt nu gällande namn av Alec M. Pridgeon och Mark W. Chase. Pleurothallopsis carnosa ingår i släktet Pleurothallopsis och familjen orkidéer. Inga underarter finns listade i Catalogue of Life.